# Szabó Ernő (edző)
Szabó Ernő (teljes nevén Szabó Ernő László)  (Győr, 1954 – 2005) magyar atléta mesteredző.

## Életpályája
Szülővárosában, Győrben ismerkedett meg a dobóatlétikával, Gyimes Győző irányításával. 1977-ben megházasodott, ezután Veszprémbe költözött. Megdöntötte a kalapácsvető olimpiai bajnok Csermák József megyecsúcsát, amelynél nagyobbat csak mintegy tizenöt év múlva csak az ő  tanítványa, Kiss Balázs dobott.
Szabó Ernő 1980-ban kezdte sikeres edzői pályáját a Bakony Vegyész TC-ben.
2005-ben  tragikus hirtelenséggel, infarktusban hunyt el.

## Ismertebb tanítványai
- Tanítványai több száz országos bajnoki érmet szereztek az évek során, és 1991-től szinte minden korosztályban világversenyen képviselték a magyar színeket.
- Legsikeresebb tanítványa, Kiss Balázs 1996-ban szerzett olimpiai bajnoki címet kalapácsvetésben.
- Hudi Ákos is Szabó Ernőnél kezdte sportolói pályáját.

## Emlékezete
Emlékét özvegye, Szabóné Harlai Katalin ápolja rangos dobóversenyek rendezésével, valamint Szabó Ernő nevét viselik a Balaton Bajnokság kalapácsvető versenyszámai is.
Sírkövét 2015-ben avatták fel.